# Number24
Number24 es una serie de televisión de anime japonesa producida por PRA y dirigida por Shigeru Kimiya. Se transmitió en Tokyo MX de enero a abril de 2020.

## Sinopsis
Natsusa Yuzuki ha estado jugando al rugby como izquierdista desde que era un niño, y después de inscribirse de la Universidad de Doushisha, rápidamente se convierte en una estrella en ascenso en la Liga de la Universidad de Kansai.
Sin embargo, sus sueños se hacen añicos cuando un desagradable accidente de moto lo deja con una hernia de disco cervical, lo que le impide volver a jugar al rugby. No dispuesto a dejar el deporte por completo y sin otro papel disponible que el de director del equipo universitario, acepta su nuevo puesto y espera ayudar a su equipo a obtener un título de liga.
El equipo de Natsusa es un grupo poco común, que incluye, entre otros, a su estoico mejor amigo y fullback Seiichirou Shingyouji, de cuya confiabilidad y consistencia depende Natsusa; el impetuoso Yasunari Tsuru de primer año, que alberga una fuerte aversión por Natsusa, ocupando el antiguo puesto de su superior como lateral izquierdo; y Yuu Mashiro, quien está luchando por mantenerse firme como medio scrum.
Además, hace un año, Ibuki Ueoka, el genio que alguna vez fue el as de Doushisha, abandonó repentinamente el rugby, y ahora Natsusa está decidida a recuperarlo.
Con el objetivo de fortalecer el equipo al que alguna vez perteneció como jugador, Natsusa se propone ayudar a Doushisha a llegar a las selecciones nacionales de rugby.

## Personajes

### Universidad de Doushisha
Natsusa Yuzuki (柚木 夏紗 Yuzuki Natsusa?)
 Seiyū: Kengo Kawanishi
Seiichirou Shingyouji (真行寺 清一郎 Shingyōji Seiichirō?)
 Seiyū: Ryōta Suzuki
Ibuki Ueoka (上丘 伊吹 Ueoka Ibuki?)
 Seiyū: Junichi Yanagita
Yasunari Tsuru (都留 靖也 Tsuru Yasunari?)
 Seiyū: Shōhei Komatsu
Yuu Mashiro (真白 優 Mashiro Yū?)
 Seiyū: Ayumu Murase
Gakuto Zaitsu (内梨 大成 Zaitsu Gakuto?)
 Seiyū: Hinata Tadokoro
Ikuto Yufu (由布 郁斗 Yufu Ikuto?)
 Seiyū: Shinnosuke Tachibana
Taisei Uchinashi (内梨 大成 Uchinashi Taisei?)
 Seiyū: Makoto Furukawa
Ethan Taylor
 Seiyū: Kazuyuki Okitsu

### Universidad de Koufuuin
Madoka Hongou (本郷 円 Hongō Madoka?)
 Seiyū: Soma Saito
Kazutaka Hongou (本郷 主鷹 Hongō Kazutaka?)
 Seiyū: Kaito Ishikawa

## Producción y lanzamiento
La serie fue anunciada por primera vez por Movic en marzo de 2019. La serie fue producida por PRA y dirigida por Shigeru Kimiya, con Rika Nakase escribiendo los guiones y Saori Sakaguchi diseñando los personajes. Takatoshi Hamano se desempeñó como director de sonido de la serie. La serie se estrenó en Tokyo MX el 8 de enero de 2020. Masanori Kobayashi interpretó el tema de apertura, "Set". La serie tiene tres temas finales, "Kimi to Iru nara", "Comical Try!!" y "Every Fight". Fueron interpretados por Kengo Kawanishi y Ryōta Suzuki, Kawanishi y Junichi Yanagita, y Kawanishi y Shōhei Komatsu respectivamente. Funimation obtuvo la licencia de la serie fuera de Asia. Los episodios 11 y 12 originalmente estaban destinados a transmitirse el 18 y el 25 de marzo de 2020. Sin embargo, debido a la Pandemia de COVID-19, se retrasaron hasta el 8 y el 15 de abril de 2020, respectivamente.